# Buera

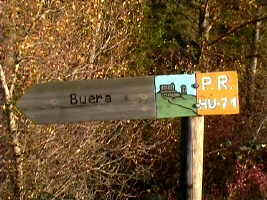
Cartel del sendero P.R. HU-71.

Buera (Güera en aragonés) es una localidad perteneciente al municipio de Santa María de Dulcis, en el Somontano de Barbastro, provincia de Huesca (Aragón). Buera y Huerta de Vero fueron fusionados en 1975 para formar un nuevo municipio: Santa María de Dulcis. 

## Geografía
Buera está situada a una distancia de 22 km de Barbastro, capital de la comarca del Somontano. El pueblo se asienta sobre un llano, a 522 m de altitud sobre el nivel del mar, en las estribaciones de la sierra de Guara y cerca de la orilla izquierda del río Vero, aguas abajo de Alquézar. 
Limita con los términos municipales de Alquézar, Colungo, Salas Altas, localidad de Huerta de Vero y Adahuesca. 
Como otras localidades del Somontano, está muy ligada al cultivo del olivo y elaboración del aceite.También se cultivan viñedos de la Denominación de Origen Somontano. 

## Demografía
| Gráfica de evolución demográfica de Buera entre 1842 y 1970 |
| |
| Población de derecho según los censos de población del INE Población de hecho según los censos de población del INEEntre el censo de 1981 y el anterior, este municipio desaparece porque se integra en el municipio Santa María de Dulcis |

Como muchos pueblos del Somontano, ha sufrido el problema de la despoblación. Durante la primera mitad del siglo XX muchos de sus vecinos/as se fueron a Barbastro, Huesca y Cataluña a buscar un mejor porvenir. 
Actualmente Santa María de Dulcis cuenta sólo con unos 200 habitantes censados y que viven en el municipio durante todo el año.
| 1860 | 1877 | 1887 | 1897 | 1900 | 1910 | 1920 | 1930 | 1940 | 1950 | 1960 | 1970 |
| ---- | ---- | ---- | ---- | ---- | ---- | ---- | ---- | ---- | ---- | ---- | ---- |
| 369  | 314  | 359  | 321  | 350  | 277  | 286  | 249  | 227  | 219  | 204  | 149  |

En el censo de 1981 la población de Buera ya aparece englobada en el censo de Santa María de Dulcis (265 habitantes).
| 1986 | 1987 | 1988 | 1989 | 1990 | 1991 | 1992 | 1993 | 1994 | 1995 |  | 2007 |
| ---- | ---- | ---- | ---- | ---- | ---- | ---- | ---- | ---- | ---- |  | ---- |
| 254  | 253  | 252  | 251  | 249  | 225  | 223  | 224  | 224  | 223  |  | 218  |

| 2008 | 2009 | 2010 | 2011 | 2012 | 2013 | 2014 | 2015 | 2016 | 2017 | 2018 | 2019 |
| ---- | ---- | ---- | ---- | ---- | ---- | ---- | ---- | ---- | ---- | ---- | ---- |
| 225  | 211  | 221  | 219  | 226  | 219  | 226  | 221  | 226  | 213  | 208  | 209  |

Cerca del santuario de Dulcis se encuentra el núcleo deshabitado de Los Corrales.

## Patrimonio
Iglesia parroquial dedicada a San Juan Bautista, patrón de la localidad. 
Santuario de nuestra señora de Dulcis (siglo XVII) 
Bosque de los Olivos, constituido por la enorme diversidad de variedades autóctonas de la Comarca del Somontano. 
Reloj de Sol de los Olivos.
Puente de la Albarda o de Buera (en el término municipal de Alquézar).  
Pozo de los moros, ermita de San Juan, tejería, fuente y lavadero. 
Algunas casas conservan bellos patios empedrados con cantos rodados, arcos de medio punto y vanos dovelados. Como en muchos pueblos del Somontano, la mayoría de casas todavía tienen un nombre: casa Ayerbe, casa Colás, casa Emilio, casa Esteban, casa Gramisel, casa Pablatorre, casa Palacio, casa Piquero, casa Rafel, casa Salamero, casa Sebastián...

## Tradiciones
En enero, como en otras localidades del Somontano de Barbastro (Huerta de Vero, Alquézar, Radiquero, Abiego, Castillazuelo, Pozán de Vero, Salas Altas o Azlor) se celebran las hogueras en honor de San Fabián y San Sebastián. 
El segundo sábado de mayo se celebra la romería de la virgen de Dulcis. 
Las fiestas patronales en honor a San Juan Bautista se celebran a finales de agosto. Entre los actos, destacan la misa baturra y la ronda jotera.
El libro de relatos "Cuéntamelo despacio" recopila tradiciones de Buera. La leyenda de la doncella de Buera cuenta cómo se recuperó la villa de Alquézar del dominio árabe. 

## Turismo
Merece la pena visitar el torno de Buera -antigua almazara- y la ermita de Nuestra Señora de Dulcis. Cerca de la ermita vale la pena visitar el Bosque de los olivos, con distintas variedades de olivo cultivadas en la zona: albareta (variedad propia de Buera), injerto, alquezrana, arbequina, verdeña, blancal, piga, negral de Bierge, panseña, mochuto, sevillano (caspolina), gordal del Somontano, nación, cerruda de Artasona, alía, alcampelina, royeta de Asque y neral.
Buera forma parte del parque cultural del río Vero y del sendero PR HU-71 (ruta del vino). Está conectada con Colungo a través de la Ruta en bicicleta Colungo-Buera.
Buera ofrece diversas posibilidades para alojarse: casa Ballabriga, casa Miñón, apartamentos Molinero, la Posada de Lalola, el Hostal La Fuente y los apartamentos Plan Dulcis.